# Face the Change
Singles de Every Little Thing
Shapes of Love / Never Stop!
(1997) Time Goes By
(1998)
Face the Change (titré Face the change) est le septième single d'Every Little Thing.

## Genèse
Le single, écrit, composé et produit par Mitsuru Igarashi, sort le 7 janvier 1998 au Japon sur le label Avex Trax, au format mini-CD single de 8 cm de diamètre (alors la norme pour les singles dans ce pays), deux mois et demi après le précédent single du groupe, Shapes of Love / Never Stop!. C'est son deuxième single à atteindre la 1re place du classement des ventes de l'Oricon, et il reste classé pendant treize semaines. Il demeure son quatrième single le plus vendu.
Le single ne contient qu'une chanson, dans trois versions différentes : sa version originale, sa version instrumentale, et une version remixée par Dub Master X.
La chanson-titre est utilisée comme thème musical pour une publicité et comme générique de l'émission télévisée 27jikan Challenge Television de la chaine TV Asahi. Elle figurera dans une version remaniée ("Album Mix") sur le deuxième album du groupe, Time to Destination qui sortira trois mois plus tard, puis dans sa version d'origine sur sa première compilation Every Best Single +3 de 1999. Elle sera à nouveau remixée sur les albums de remix The Remixes II de 1998, Euro Every Little Thing de 2001, et ELT Trance de 2002.

## Liste des titres
La chanson originale est écrite, composée et arrangée par Mitsuru Igarashi.
| CD    | CD                                                                     | CD    | CD | CD | CD | CD | CD | CD | CD |
| No    | Titre                                                                  | Durée |    |    |    |    |    |    |    |
| ----- | ---------------------------------------------------------------------- | ----- | -- | -- | -- | -- | -- | -- | -- |
| 1.    | Face the Change (Face the change)                                      | 4:22  |    |    |    |    |    |    |    |
| 2.    | Face the Change (Dub's Every Little Theme Remix) (Face the change ...) | 8:21  |    |    |    |    |    |    |    |
| 3.    | Face the Change (Instrumental) (Face the change ...)                   | 4:20  |    |    |    |    |    |    |    |
| 17:03 |                                                                        |       |    |    |    |    |    |    |    |